# Eurylabus indolarvatus
Eurylabus indolarvatus är en stekelart som beskrevs av Heinrich 1974. Eurylabus indolarvatus ingår i släktet Eurylabus, och familjen brokparasitsteklar. Inga underarter finns listade.